# Walter Reisch
Walter Reisch (Viena, 23 de maio de 1903 - Los Angeles, 28 de março de 1983) foi um cineasta e roteirista austríaco. Ele chegou a Hollywood vindo da Inglaterra em 1937 e, durante as duas décadas seguintes, escreveu filmes como Ninotchka, estrelado por Greta Garbo, e Náufragos do Titanic, pelo qual ganhou um Oscar. Ele também foi um dos co-escritores de À Meia-luz, estrelado por Ingrid Bergman.